# Diocesi di Dioclezianopoli di Tracia
La diocesi di Dioclezianopoli di Tracia (in latino: Dioecesis Diocletianopolitana in Thracia) è una sede soppressa e sede titolare della Chiesa cattolica.

## Storia
Dioclezianopoli di Tracia, identificabile con Scikilar (Hisarya) nell'odierna Bulgaria, è un'antica sede vescovile della provincia romana di Tracia nella diocesi civile omonima. Faceva parte del patriarcato di Costantinopoli ed era suffraganea dell'arcidiocesi di Filippopoli.
Sono noti solo due vescovi attribuibili con certezza a questa diocesi: Ciriaco, che prese parte al concilio di Efeso; e Epitteto, che assistette a quello di Calcedonia e sottoscrisse la lettera dei vescovi di Tracia all'imperatore Leone (458) in seguito all'uccisione del patriarca alessandrino Proterio. Alcuni autori assegnano a questa sede anche il vescovo Elia, che prese parte al concilio di Costantinopoli del 553, che invece altre fonti indicano come vescovo di Dioclezianopoli di Tebaide.
La diocesi scomparve in seguito all'occupazione della regione ad opera dei Bulgari, ancora pagani, nella seconda metà del VII secolo, che mise fine all'organizzazione ecclesiastica bizantina.
Dal 1933 Dioclezianopoli di Tracia è annoverata tra le sedi vescovili titolari della Chiesa cattolica; la sede è vacante dal 12 maggio 2006.

## Cronotassi

### Vescovi greci
- Ciriaco † (menzionato nel 431)
- Epitteto † (prima del 451 - dopo il 458)
- Elia ? † (menzionato nel 553)

### Vescovi titolari
- Metodi Dimitrov Stratiev, A.A. † (28 aprile 1963 - 12 maggio 2006 deceduto)